# HMS Gallant (H59)
HMS Gallant byl britský torpédoborec třídy G a H, který sloužil u Britského královského námořnictva za druhé světové války.

## Stavba
Stavba začala 15. září 1934 v loděnici Fairfield Shipbuilding and Engineering Company, Limited v Govanu ve Skotsku.[zdroj⁠?!] Na vodu byl spuštěn 26. září 1935 a do služby byl přijat 25. února 1936.

## Operační služba
V lednu 1941 se Gallant účastnil Operace Excess, v jejímž průběhu najel 10. ledna 1941 u Pantellerie na minu. Byl odtažen do La Valletty na Maltě, kde se jeho oprava ukázala jako neekonomická. Na Maltě dále sloužil jako plovoucí dělostřelecká baterie. Při náletu v dubnu 1942 byl opět poškozen. V září 1943 byl potopen jako zátaras u vstupu do přístavu La Valleta.